# Seamus Blake
Seamus Blake (Londen, 8 december 1970) is een Canadees jazzsaxofonist.

## Biografie
Blake groeide op in het Canadese Vancouver, speelde eerst viool en pas op 14-jarige leeftijd altsaxofoon en spoedig daarna tenorsaxofoon in zijn highschoolband. Hij studeerde vanaf eind jaren 1980 aan het Berklee College of Music in Boston. Na beëindiging van zijn studie verhuisde hij in 1992 naar New York. Nog in Berklee nam hij op met de drummer Victor Lewis, in wiens kwintet hij speelde. Hij is ook jarenlang lid van de Mingus Big Band. Hij speelde resp. nam ook op met Joshua Redman, John Scofield (op tournee), Brad Mehldau, Randy Brecker, Michael Brecker, Kurt Rosenwinkel, Dave Douglas, Jane Monheit, Franco Ambrosetti, Joe Lovano, Jack DeJohnette, Kenny Barron, Kevin Hays en David Smith. Hij had een eigen band, The Bloomdaddies (onder andere met Jorge Rossy en Chris Cheek), waarmee hij in 1995 een gelijknamig album opnam.
Sinds zijn debuutalbum The Call (Criss Cross Records) van 1993 had hij tot 2007 zes albums opgenomen als leider.
In 2002 won hij het Thelonious Monk-concours in Washington en trad daarna op met Wayne Shorter en Herbie Hancock.

## Discografie
- 1994: Four Mind Track (Criss Cross) met Tim Hagans, Mark Turner, Kevin Hays, Larry Grenadier
- 1995: The Bloomdaddies (Criss Cross) met Chris Cheek, Jesse Murphy
- 2000: Echonomics (Criss Cross) met David Kikoski, Ed Howard, Victor Lewis
- 2009: Live at Smalls (SmallsLive)
- 2019: Guardians of a Heart Machine (Whirlwind)

- Bibsys: 6056162
- Bibliothèque nationale de France: cb140004793 (data)
- Gemeinsame Normdatei: 134821890
- International Standard Name Identifier: 0000 0000 7250 2481
- Library of Congress Control Number: no98043829
- MusicBrainz: 813f77cc-b987-46d0-8be1-6d7f22b05ba1
- Nationale Bibliotheek van Israël: 987007315752605171
- Virtual International Authority File: 29728911
- WorldCat: E39PBJr3vKGVGw9JkRjVWwDyVC